# وارد تشيرشل
وارد تشيرشل (بالإنجليزية: Ward Churchill)‏ هو مؤلف وكاتب أمريكي، ولد في 2 أكتوبر 1947 في أوربانا في الولايات المتحدة.

## وصلات خارجية
- وارد تشيرشل على موقع IMDb (الإنجليزية)
- وارد تشيرشل على موقع ميوزك برينز (الإنجليزية)
- وارد تشيرشل على موقع إن إن دي بي (الإنجليزية)
- وارد تشيرشل على موقع أول ميوزيك (الإنجليزية)
- وارد تشيرشل على موقع ديسكوغز (الإنجليزية)
- وارد تشيرشل على موقع قاعدة بيانات الفيلم (الإنجليزية)